# Fontcouverte-la-Toussuire
Fontcouverte-la-Toussuire est une commune française située dans le département de la Savoie, en région Auvergne-Rhône-Alpes. Village de montagne du massif d'Arvan-Villards, en Maurienne, il comptait 482 habitants en 2022.
Le territoire communal accueille la station de sports d'hiver de La Toussuire, au sein du domaine skiable des Sybelles.

## Géographie

### Localisation
Fontcouverte-la-Toussuire se trouve 17 km au sud-ouest de Saint-Jean-de-Maurienne, dans la vallée de l'Arvan. Fontcouverte se situant à 1 160 m d'altitude et La Toussuire à 1 700 m.

### Climat
Pour des articles plus généraux, voir Climat d'Auvergne-Rhône-Alpes et Climat de la Savoie.
En 2010, le climat de la commune est de type climat de montagne, selon une étude du Centre national de la recherche scientifique s'appuyant sur une série de données couvrant la période 1971-2000. En 2020, Météo-France publie une typologie des climats de la France métropolitaine dans laquelle la commune est exposée à un climat de montagne ou de marges de montagne et est dans la région climatique Alpes du nord, caractérisée par une pluviométrie annuelle de 1 200 à 1 500 mm, irrégulièrement répartie en été.
Pour la période 1971-2000, la température annuelle moyenne est de 8,1 °C, avec une amplitude thermique annuelle de 17,4 °C. Le cumul annuel moyen de précipitations est de 1 148 mm, avec 9,4 jours de précipitations en janvier et 8,7 jours en juillet. Pour la période 1991-2020, la température moyenne annuelle observée sur la station météorologique de Météo-France la plus proche, « Albiez », sur la commune d'Albiez-Montrond à 4 km à vol d'oiseau, est de 6,6 °C et le cumul annuel moyen de précipitations est de 955,9 mm,. Pour l'avenir, les paramètres climatiques de la commune estimés pour 2050 selon différents scénarios d'émission de gaz à effet de serre sont consultables sur un site dédié publié par Météo-France en novembre 2022.

### Voies de communication et transports
La station est accessible par la route. Plusieurs liaisons journalière sont réalisées par bus depuis la ville de Saint-Jean-de-Maurienne, située plus bas dans la vallée.

## Urbanisme

### Typologie
Au 1er janvier 2024, Fontcouverte-la-Toussuire est catégorisée commune rurale à habitat dispersé, selon la nouvelle grille communale de densité à sept niveaux définie par l'Insee en 2022.
Elle est située hors unité urbaine. Par ailleurs la commune fait partie de l'aire d'attraction de Saint-Jean-de-Maurienne, dont elle est une commune de la couronne,. Cette aire, qui regroupe 26 communes, est catégorisée dans les aires de moins de 50 000 habitants,.

### Occupation des sols
L'occupation des sols de la commune, telle qu'elle ressort de la base de données européenne d’occupation biophysique des sols Corine Land Cover (CLC), est marquée par l'importance des forêts et milieux semi-naturels (81,7 % en 2018), une proportion identique à celle de 1990 (81,7 %). La répartition détaillée en 2018 est la suivante :
milieux à végétation arbustive et/ou herbacée (42,7 %), forêts (31,4 %), prairies (8 %), zones agricoles hétérogènes (7,6 %), espaces ouverts, sans ou avec peu de végétation (7,6 %), zones urbanisées (2,7 %).
L'IGN met par ailleurs à disposition un outil en ligne permettant de comparer l’évolution dans le temps de l’occupation des sols de la commune (ou de territoires à des échelles différentes). Plusieurs époques sont accessibles sous forme de cartes ou photos aériennes : la carte de Cassini (XVIIIe siècle), la carte d'état-major (1820-1866) et la période actuelle (1950 à aujourd'hui).

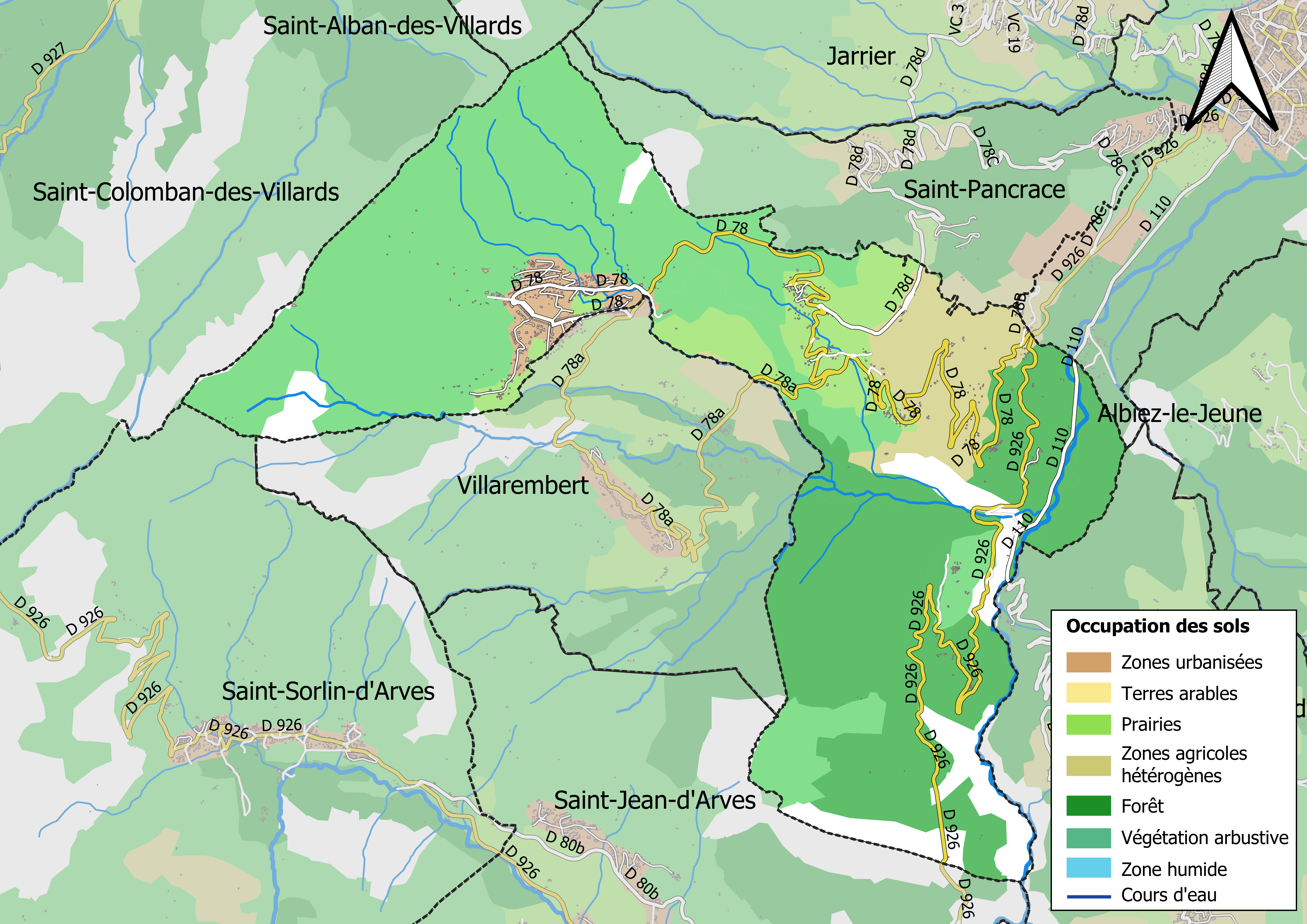
Carte des infrastructures et de l'occupation des sols en 2018 (CLC) de la commune.
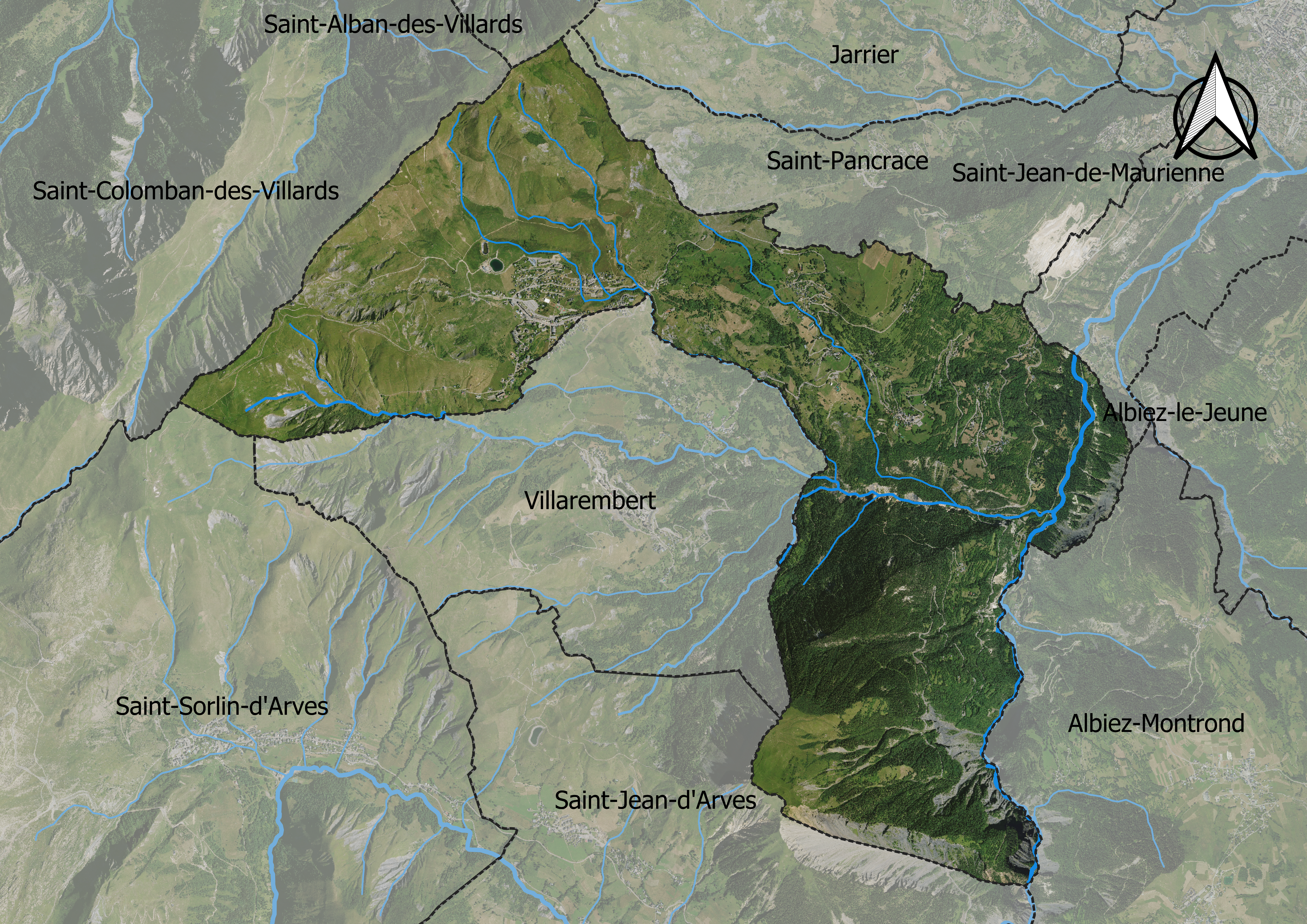
Carte orthophotogrammétrique de la commune.

### Logement
Évolution part résidences principales/secondaires de la ville de Fontcouverte-la-Toussuire de 1962 à 1999.
|                        | 1962 | 1968 | 1975 | 1982 | 1990  | 1999  |
| ---------------------- | ---- | ---- | ---- | ---- | ----- | ----- |
| Résidences principales | 144  | 163  | 158  | 216  | 214   | 214   |
| Résidences secondaires | abs. | 191  | 564  | 989  | 1 538 | 1 649 |

## Toponymie
La commune de Foncouverte devient Fontcouverte-la-Toussuire par décret du 30 janvier 1987.
Foncouverte associe ainsi à son nom celui de la station de La Toussuire. Ce hameau se retrouve dès 1579 sous la forme Tochière.
En francoprovençal, le nom de la commune s'écrit Fankuèrta, selon la graphie de Conflans.

## Histoire
La bulle pontificale de Lucius III, de l'année 1184, confirme la juridiction épiscopale de Maurienne sur dix-sept paroisses dont Fontcouverte.
Le premier concours officiel de ski se déroule le 21 janvier 1923, année où la station de sports d'hiver de la Toussuire commence son développement qui va se poursuivre jusqu'aux années 1950. En 1927, le ski-club de Fontcouverte est créé et fusionne neuf ans plus tard avec les ski-club mauriennais.

## Politique et administration
| Période                                  | Période   | Identité            | Étiquette | Qualité |
| ---------------------------------------- | --------- | ------------------- | --------- | ------- |
| Les données manquantes sont à compléter. |           |                     |           |         |
| vers 1860                                |           | Jean Pierre Bouttaz |           |         |
| 1935                                     | 1959      | Albert Coche        |           |         |
| 1959                                     | 1977      | Louis Buisson       |           |         |
| 1977                                     | 1995      | Léon Girardin       | PS        |         |
| 1995                                     | mars 2001 | René Sibué          |           |         |
| mars 2001                                | mars 2008 | Jean-Paul Guyon     |           |         |
| mars 2008                                | 2020      | Bernard Anselme     |           |         |
| 2020                                     | En cours  | Bernard Covarel     |           |         |

## Population et Société
Les habitants de la commune sont appelés les Foncouvertin(e)s.

### Démographie
L'évolution du nombre d'habitants est connue à travers les recensements de la population effectués dans la commune depuis 1793. Pour les communes de moins de 10 000 habitants, une enquête de recensement portant sur toute la population est réalisée tous les cinq ans, les populations de référence des années intermédiaires étant quant à elles estimées par interpolation ou extrapolation. Pour la commune, le premier recensement exhaustif entrant dans le cadre du nouveau dispositif a été réalisé en 2004.

En 2022, la commune comptait 482 habitants, en évolution de −8,37 % par rapport à 2016 (Savoie : +3,63 %, France hors Mayotte : +2,11 %).
| 1793  | 1800  | 1806  | 1822  | 1838  | 1848  | 1858  | 1861  | 1866  |
| ----- | ----- | ----- | ----- | ----- | ----- | ----- | ----- | ----- |
| 1 266 | 1 271 | 1 307 | 1 450 | 1 486 | 1 357 | 1 356 | 1 358 | 1 353 |

| 1872  | 1876  | 1881  | 1886  | 1891  | 1896  | 1901  | 1906  | 1911  |
| ----- | ----- | ----- | ----- | ----- | ----- | ----- | ----- | ----- |
| 1 359 | 1 313 | 1 281 | 1 267 | 1 287 | 1 176 | 1 163 | 1 192 | 1 159 |

| 1921 | 1926 | 1931 | 1936 | 1946 | 1954 | 1962 | 1968 | 1975 |
| ---- | ---- | ---- | ---- | ---- | ---- | ---- | ---- | ---- |
| 949  | 791  | 758  | 723  | 645  | 596  | 550  | 628  | 506  |

| 1982 | 1990 | 1999 | 2004 | 2006 | 2009 | 2014 | 2019 | 2022 |
| ---- | ---- | ---- | ---- | ---- | ---- | ---- | ---- | ---- |
| 603  | 528  | 504  | 532  | 554  | 569  | 543  | 481  | 482  |

### Manifestations culturelles et festivités
- À partir du 16 juin 2008, présence de l'équipe de handball pour 11 jours de stage alpin, en vue de la préparation aux Jeux Olympiques de Pékin[22].
- Hiver 2008 : Le championnat du monde de goulet cross est renouvelé ! En effet, la commune Foncouverte-la-Toussuire en accord avec l'ELF et la FIGC ont adopté la réorganisation de cette manifestation, qui l'an passé, a suscité l'engouement des participants et des spectateurs.
- Du 14 janvier 2007 au 21 janvier 2007 : premier championnat du monde de goulet cross, organisé par l'ELF et la FIGC.

### Sports

#### Station de ski
La Toussuire, une des six stations de ski du grand domaine skiable des Sybelles (300 km de pistes), est reliée d'un côté à Saint-Colomban-des-Villards et aux Bottières et de l'autre au Corbier, Saint-Jean-d'Arves et Saint-Sorlin-d'Arves.

#### Cyclisme

##### Profil de l'ascension
Depuis Saint-Jean-de-Maurienne, la montée s’effectue sur 19 km à 6 % de moyenne et est classée en 1re catégorie. Le début de la montée est commun avec celui du col de la Croix de Fer pendant environ trois kilomètres. La pente, proche de 9 % sur ce secteur, peut s’avérer encore plus redoutable si la chaleur est de la partie. Mais les kilomètres qui suivent jusqu’au village de Foncouverte, à 10 km du sommet, sont un peu plus doux et proches de 7 %. Une fontaine dans ce village permet de se rafraîchir. La sortie de Fontcouverte est toutefois marquée par une pente un peu plus brutale pendant quelques hectomètres et la montée devient plus irrégulière, alternant replats et passages un peu plus pentus. À 6,5 km de l’arrivée, une petite descente permet de récupérer et il faut en profiter car les kilomètres qui grimpent par la suite dans la station de Le Corbier s’avèrent à nouveau plus difficiles. Heureusement, les trois derniers kilomètres menant à la station de la Toussuire sont nettement plus roulants à travers les alpages. Les cinq derniers hectomètres sont d’ailleurs tout plats. À noter que si la société du Tour de France indique une altitude de 1 705 m, une autre borne au centre de la station indique 1 686 m.
Il existe par ailleurs une variante un peu plus courte de cet itinéraire qui passe par La Rochette au lieu de passer par Le Corbier.

##### Courses professionnelles
- Le 19 juillet 2006, la 16e étape du 93e du Tour de France : Bourg-d'Oisans- La Toussuire. Le Danois Michael Rasmussen s'était imposé en échappée et Floyd Landis, porteur du maillot jaune, fut victime d'une fringale et termina avec un retard de plus de dix minutes, ce qui lui fit perdre provisoirement son maillot jaune.
- Le 14 juin 2008, la station de la Toussuire a été l'arrivée de l'avant dernière étape du 60e Critérium du Dauphiné libéré en 2006 avec la victoire de l'espagnol Iban Mayo et en 2008 avec Chris Anker Sørensen. Sur le critérium du dauphiné 2011, la dernière étape entre Pontcharra et la Toussuire fut remportée par l'espagnol Joaquim Rodríguez.
- Le 12 juillet 2012, la 11e étape du Tour de France 2012 arrive à Fontcouverte-la-Toussuire. C'est le coureur français Pierre Rolland de l'équipe Europcar qui remporte l'étape devant Thibaut Pinot et Christopher Froome. L'étape est marquée par la défaillance de Cadel Evans qui céda 1 min 26 s au maillot jaune Bradley Wiggins. Le vainqueur du précédent Tour de France fut lâché dans la Toussuire, n' arrivant plus à suivre le train imposé par la Sky. Mais l'autre sensation fut que Bradley Wiggins fut surpris et lâché sur l'accélération de son coéquipier Christopher Froome à 3 km de l'arrivée, qui ne s'était pas rendu compte immédiatement que son leader n'avait pu suivre. Christopher Froome reçut rapidement l'information par les oreillettes et arrêta son accélération, mais il parut meilleur grimpeur que le maillot jaune. Thibaut Pinot bat le record de la montée de la Toussuire, jusque-là détenu par l'Espagnol Carlos Sastre sur le Tour de France 2006[23].
- La station a servi d’arrivée à la dernière étape du tour de l'Avenir 2014, plutôt courte avec 95 km. C’est le Belge Louis Vervaeke qui remporta cette étape tandis que le Colombien Miguel Ángel López conservait son maillot de leader de la course. Une fois n'est pas coutume, l'ascension avait été classée hors-catégorie[24].
- La Toussuire a été à nouveau l'arrivée d'une étape du Tour de France 2015, la 19e étape. C'est Vincenzo Nibali l'a emporté en solitaire, échappé depuis le final du col de la Croix de Fer et ayant lâché Pierre Rolland au pied de l'ascension. Il l'emportait avec 44 secondes d'avance sur Nairo Quintana, lui-même ayant réussi à reprendre 30 secondes à Christopher Froome.

##### Cyclosport
La montée de la Toussuire est également régulièrement au programme de la cyclosportive L'Aгvаn Vіllагds qui se déroule chaque année au mois de juillet. Elle fut aussi le terme de l'acte 1 de L’Etape du Tour-Mondovélo en 2012.

### Médias
- Télévision locale : TV8 Mont-Blanc.

## Économie

### Revenus de la population et fiscalité
Le revenu moyen par ménage, pour l'année 2004, était de 18 476 €.

### Emploi
La population active totale de Fontcouverte-la-Toussuire s'élève à 279 personnes. Le taux d'activité entre 20 et 59 ans est de 89 %, ce qui place la commune légèrement au-dessus de la moyenne nationale qui est de 82,2 %. On dénombre 12 chômeurs, ce qui en 1999 donna un taux de chômage de 4,3 %. En 2004, le taux de chômage diminua considérablement pour atteindre les 1,1 %. En tout et pour tout, la population comprend 55,5 % d'actifs, 14,3 % de retraités, 19,7 % de jeunes scolarisées et 10,5 % de personnes sans activités.

### Entreprises de l'agglomération
Le nombre d'entreprises et d'établissements total en 2004 était de 141. Fontcouverte-la-Toussuire a atteint un nombre de 15 créations d'entreprises pour l'année 2004. Elle se situe ainsi au 3 081e rang national. On peut dénombrer principalement treize types d'établissements. Les établissements de l'industrie agricole et alimentaire représentent 1,4 % du nombre total d'entreprises avec un nombre de deux, les industries des biens de consommation représentent 0,7 % avec un établissement, les industries des biens d'équipement une part de 0,7 % avec une entreprise, l'industrie des biens intermédiaires comporte deux entreprises soit 1,4 %, l'énergie s'élève à 0 % avec aucune entreprise, la construction avec ses sept entreprises représente 5 %, le commerce représente 14,9 % du nombre total d'entreprises avec vingt et un établissements, le transport comprend quatre établissements soit 2,8 %, les activités immobilières totalisent quatre entreprises soit 2,8 %, les services aux entreprises représentent 4,3 % avec six établissements, les services aux particuliers comprennent quatre-vingt-onze entreprises soit 64,5 % et enfin pour ce qui touche au dernier type d'établissement à savoir l'éducation, la santé et l'action sociale on dénombre deux entreprises soit 1,4 % du nombre d'établissements total.

## Culture locale et patrimoine

### Lieux et monuments
- L'église Notre-Dame-de-l'Assomption possède une nef qui a été reconstruite au XVIIe siècle dans le style baroque[28].
- La chapelle Notre-Dame de la Salette, au chef-lieu, est aussi baroque et reconstruite en 1742. Son plafond est orné de vingt-quatre tableaux[29],[30].
- Chapelle Saint-Jean (1958)[31].

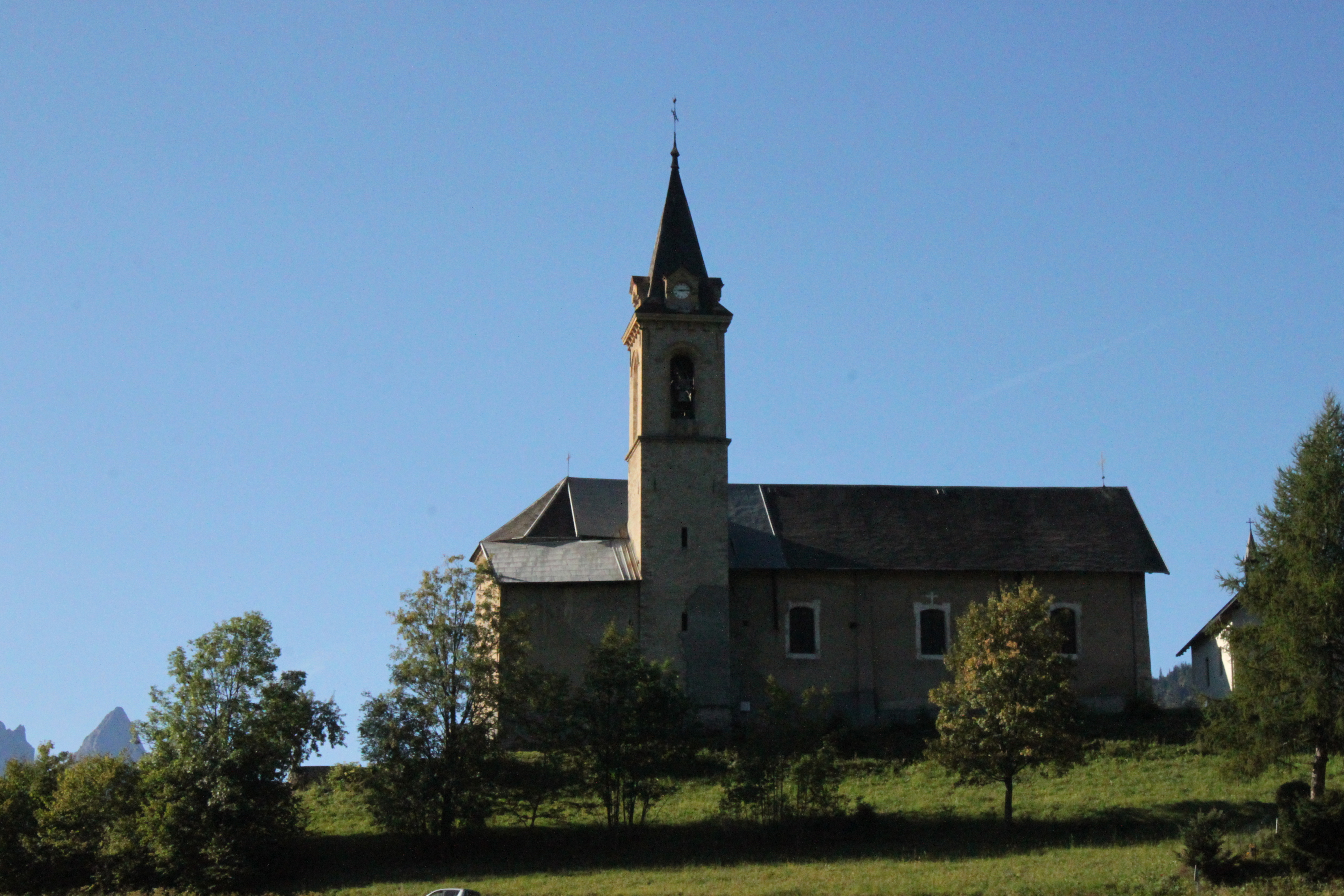
Notre-Dame-de-l'Assomption.
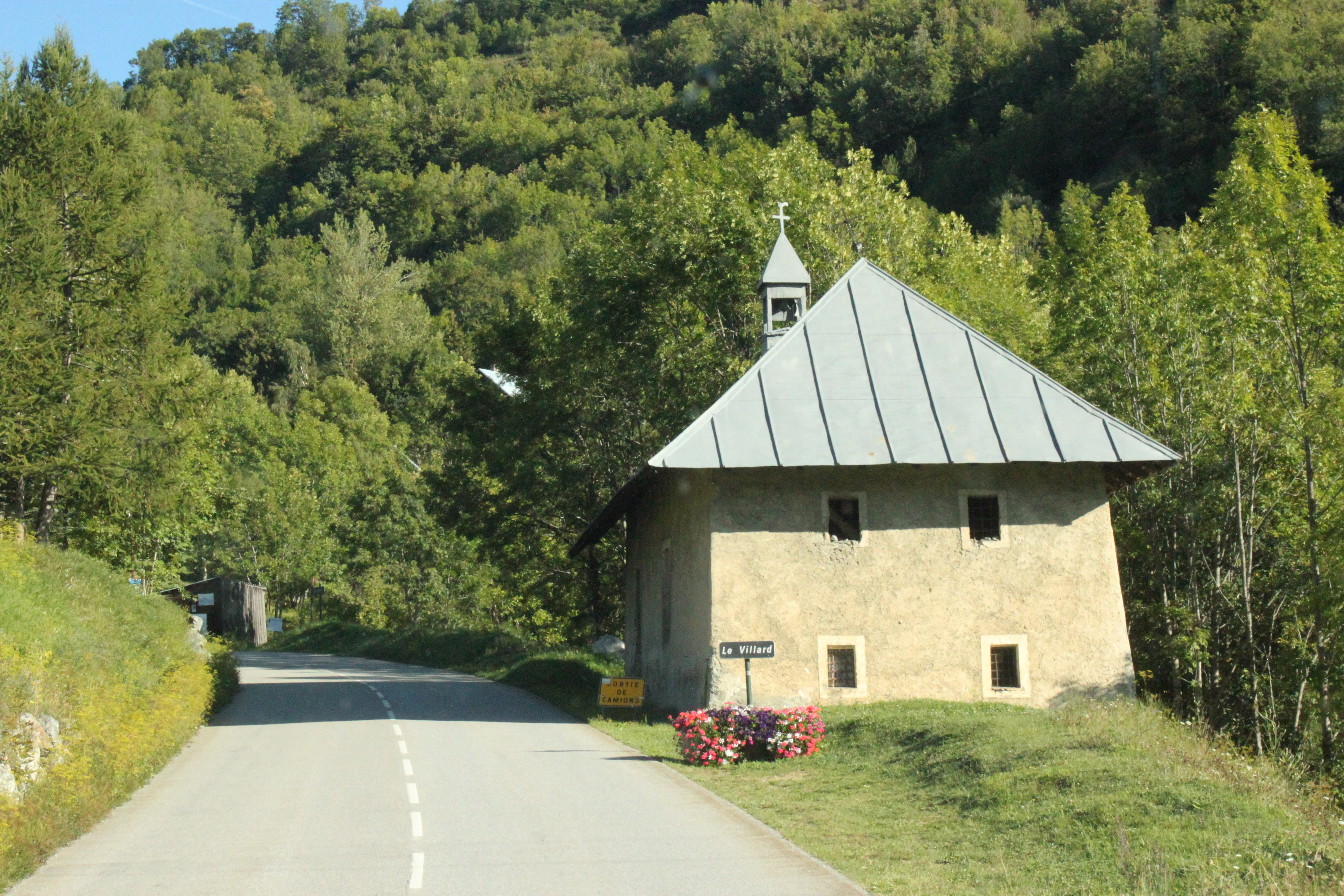
La chapelle des Villards.
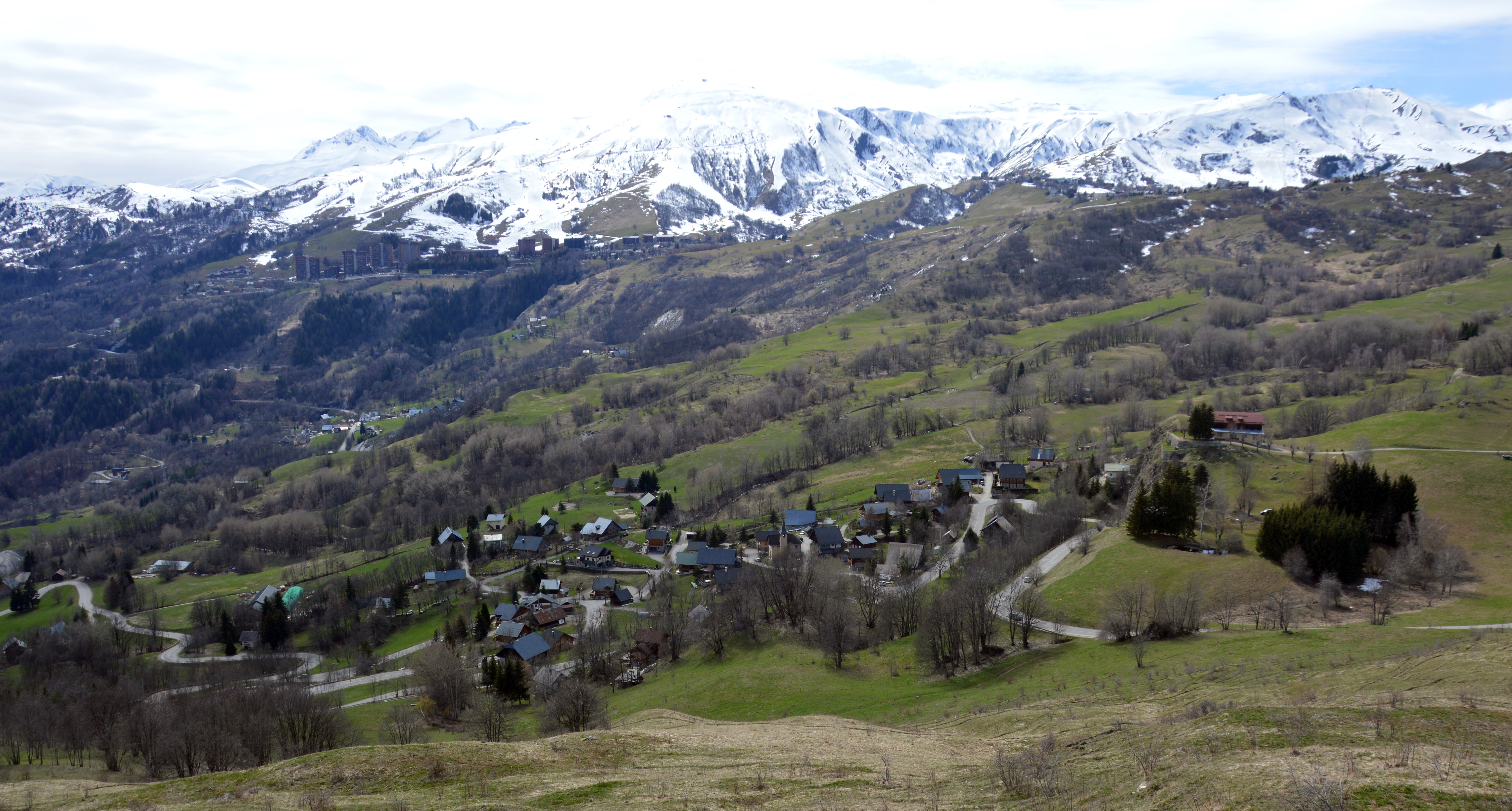
La Rochette vue depuis Les Trois Croix.
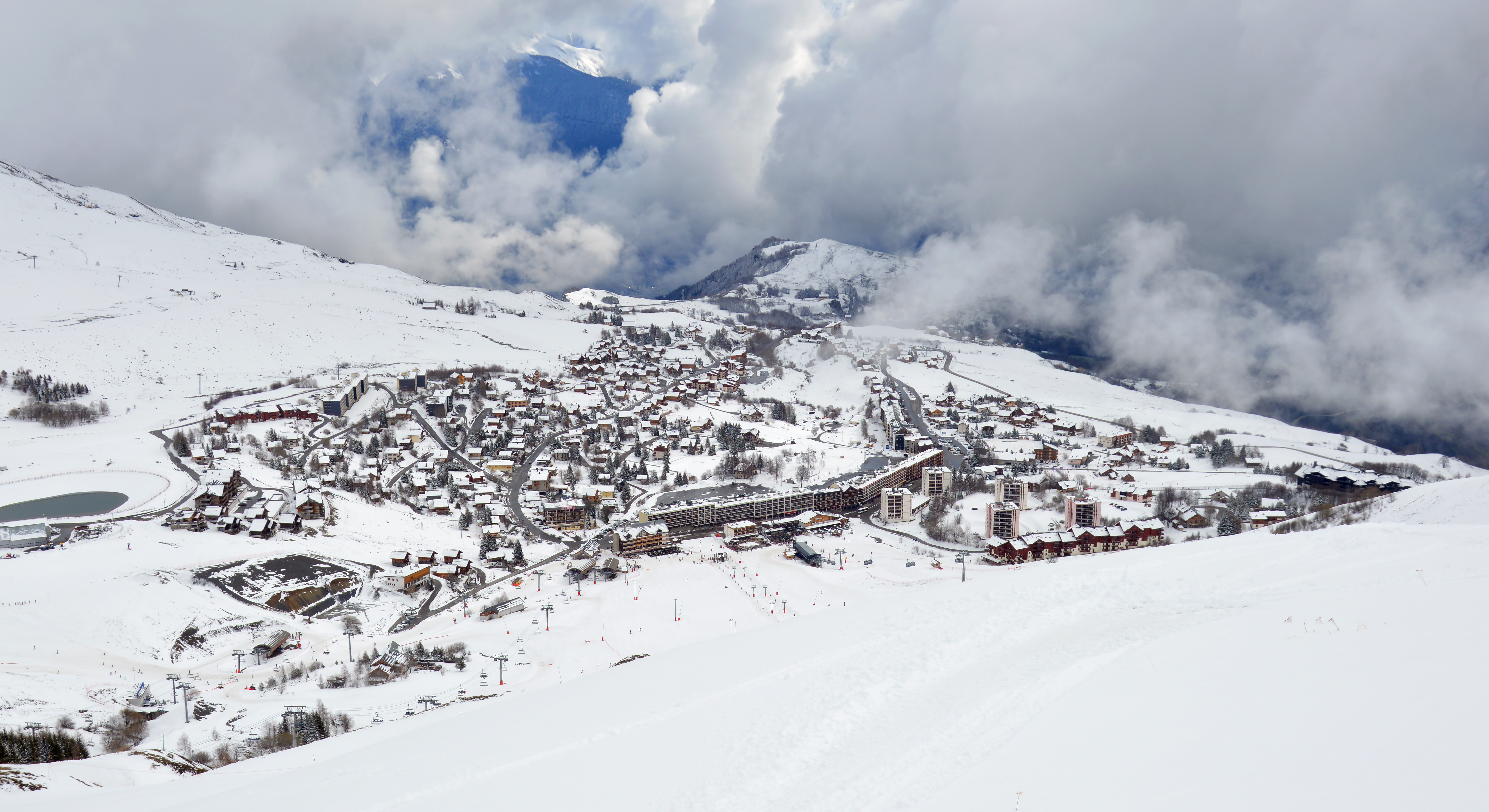
Vue de La Toussuire.
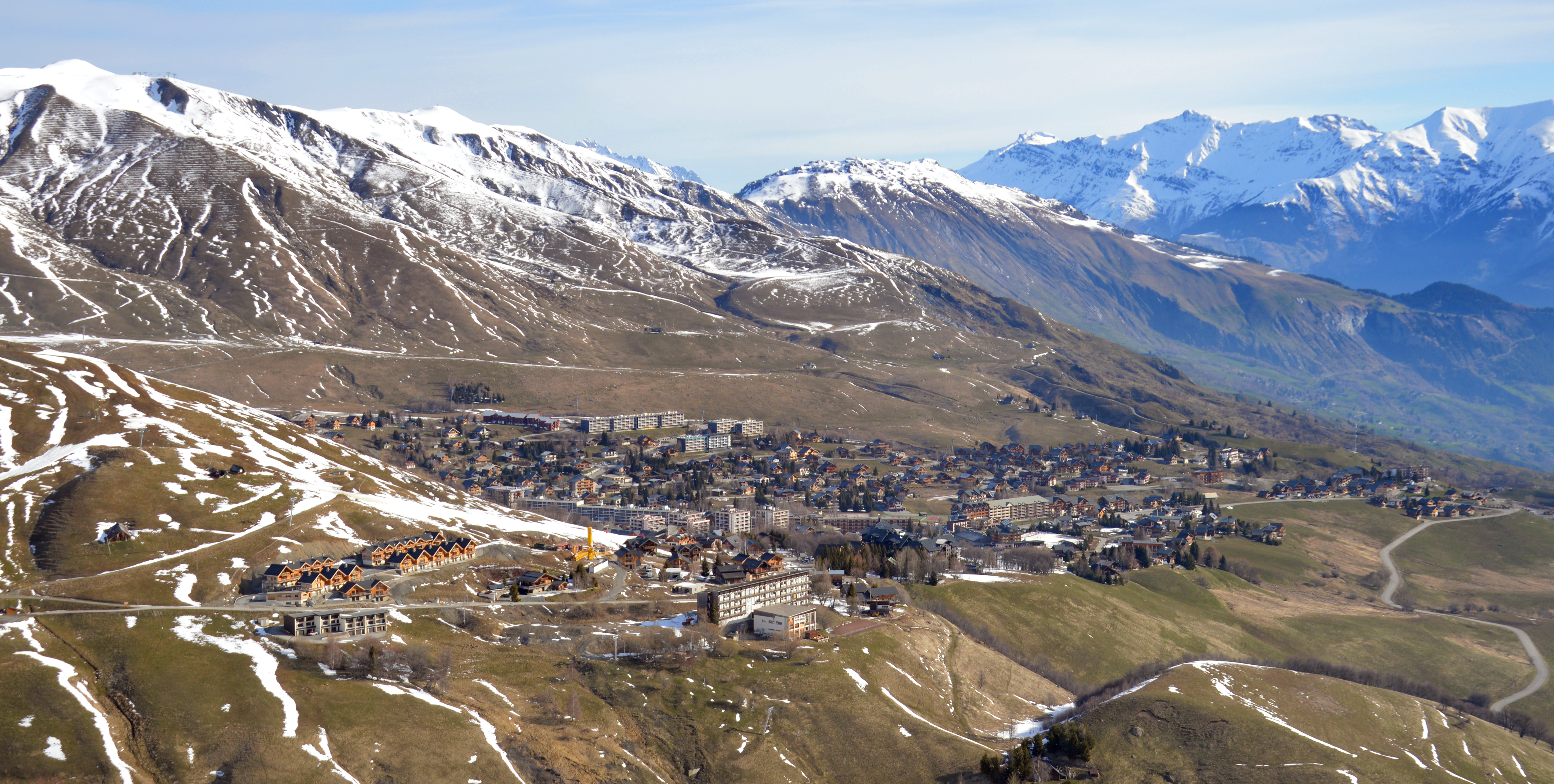
La Toussuire vue prise de Plan Vernet à Villarembert.
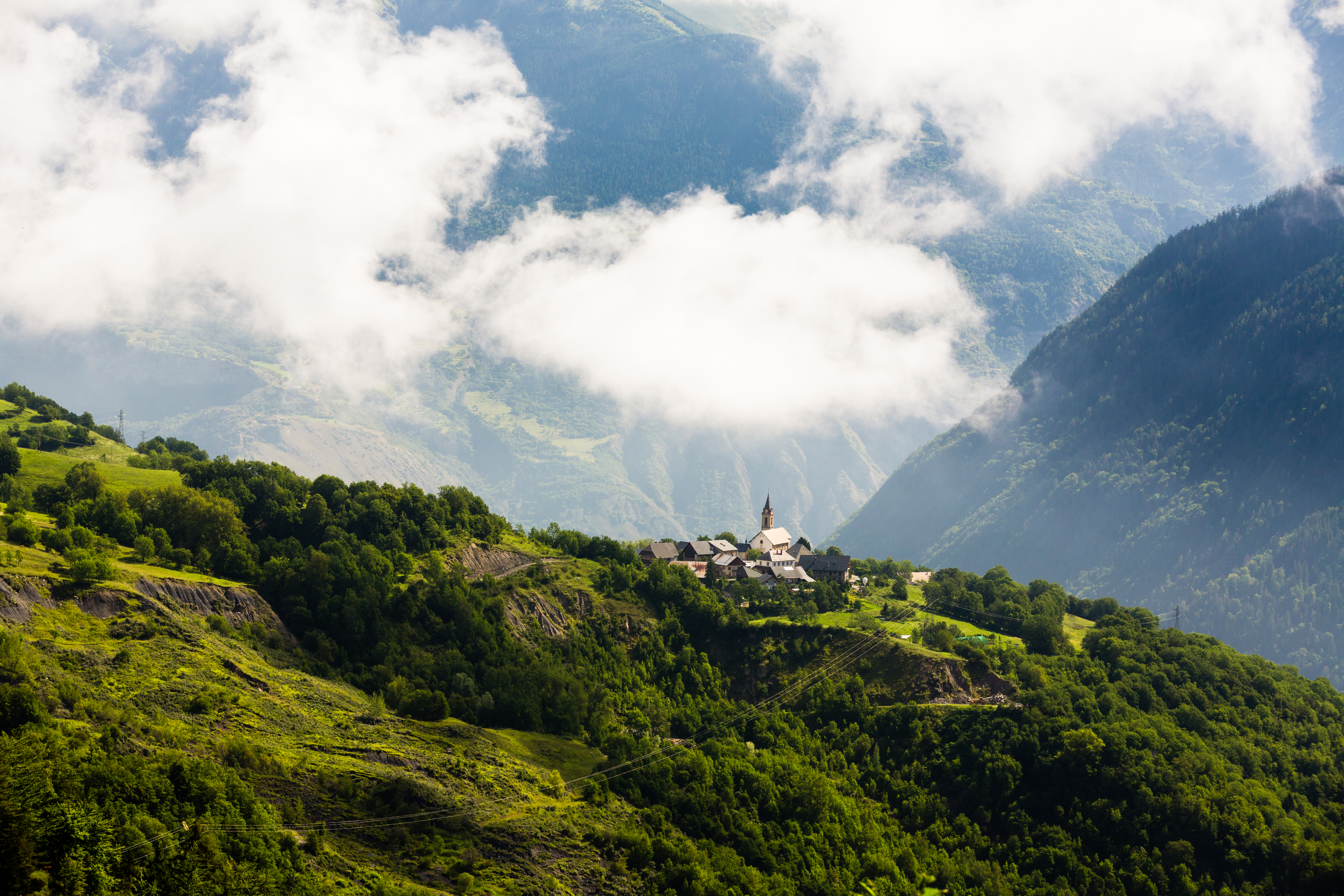
Fontcouverte en été depuis la D 78A.

### Personnalités liées à la commune
- Pierre Louis Bouttaz, (1908-1990), missionnaire en Asie.
- Jean-Noël Augert, né le 17 août 1949, champion de ski.
- Jean-Pierre Vidal, né le 24 février 1977, champion olympique de slalom à Salt Lake City en 2002.
- Gabriel Rivas, champion de ski.

## Voir aussi

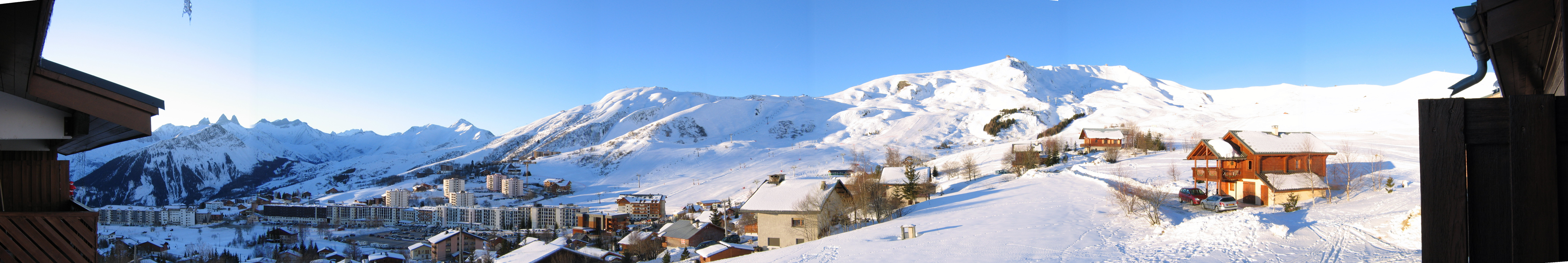
Vue panoramique du domaine skiable.

### Héraldique
| Armoiries de Fontcouverte-la-Toussuire | Les armoiries de Fontcouverte-la-Toussuire se blasonnent ainsi : « D'azur au besant d'or chargé d'une aigle de sable, becquée et membrée de gueules, portant un écusson du même à la croix d'argent. » |